# 우치사이와이초역
우치사이와이초역(일본어: 内幸町駅, うちさいわいちょうえき)은 도쿄도 지요다구에 있는 철도역이다. 역 번호는 I 07이다. 부역명은 니시신바시(일본어: 西新橋)이다.

## 역 구조
섬식 승강장 1면 2선의 지하역. 스크린도어가 설치되어 있다.

### 승강장
| 1 | 도영 지하철 미타 선 | 메구로・무사시코스기・히요시 방면         |
| 2 | 도영 지하철 미타 선 | 오테마치・스가모・니시타카시마다이라 방면 |

## 갤러리

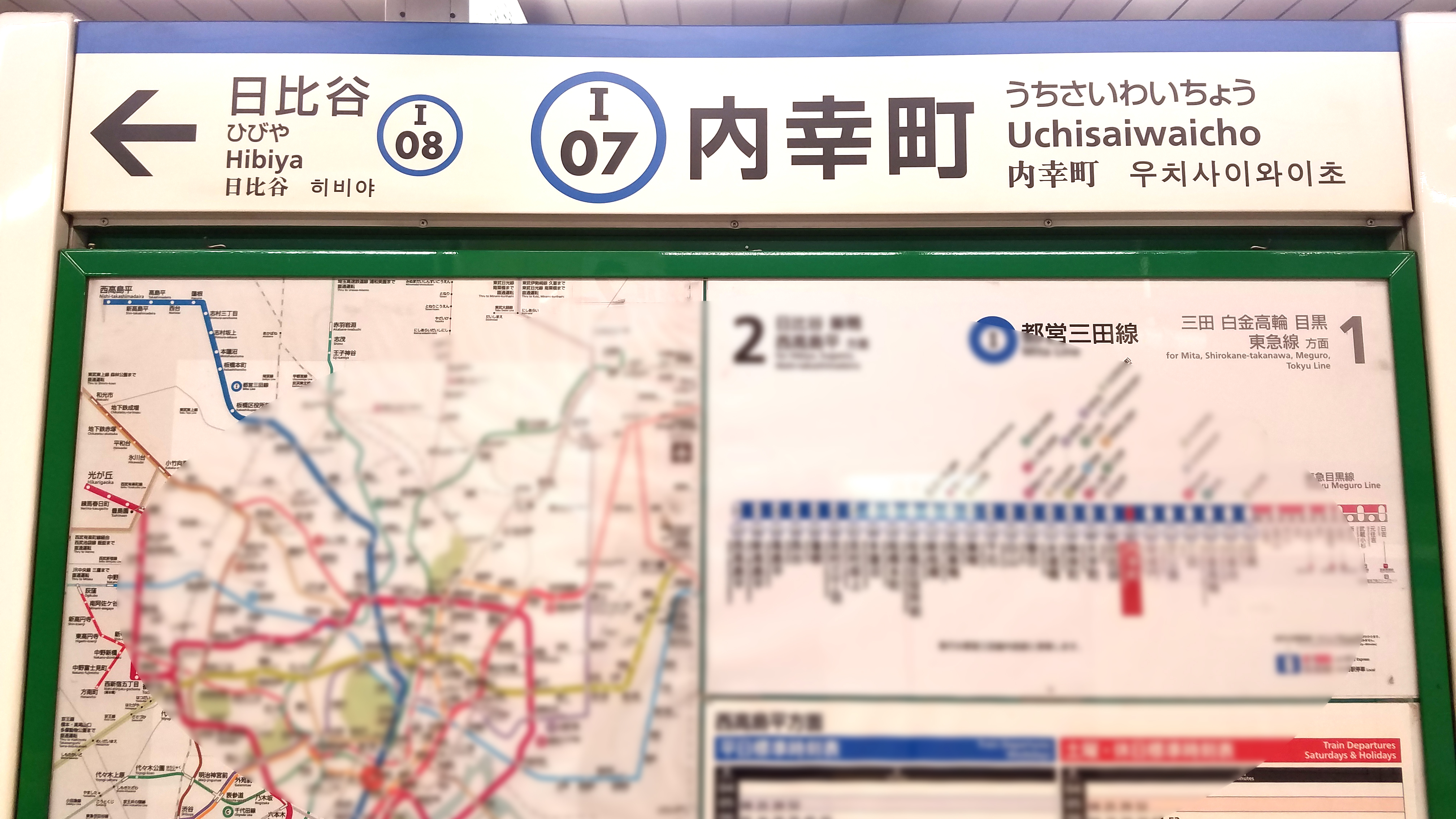
역명판(2019년 12월 10일) (부역명 "니시신바시" 빼기 후)
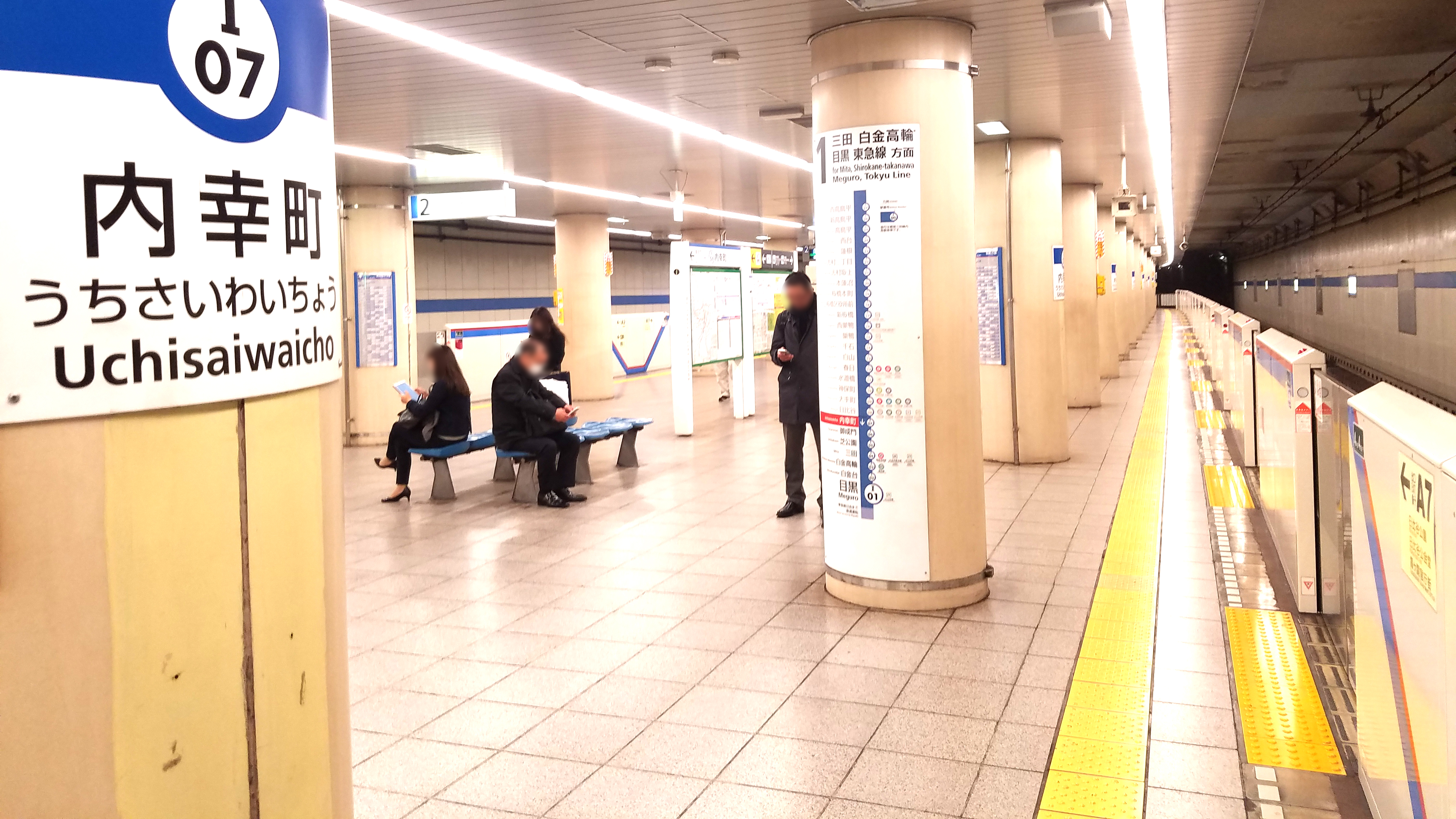
승강장(2019년 12월 10일) (부역명 "니시신바시" 빼기 후)

## 역 주변
- 히비야 공원
- 히비야 공회당
- 지요다 구립 히비야 도서 문화관
- 데이코쿠 호텔
- 우치사이와이초 홀
- NTT 본사
- JFE 본사
- 도쿄 전력 본사
- 히비야 시티
- 일본방송협회
- 동일본 여객철도(JR동일본) 게이힌 도호쿠 선・야마노테 선・도카이도 선・요코스카 선, 도쿄 지하철 긴자 선, 도영 지하철 아사쿠사 선, 유리카모메 신바시역
- 도쿄 지하철 긴자 선 도라노몬 역
- 가스미가세키 관청가

## 역사
- 1973년 11월 27일: 영업 개시.
- 1978년 7월 1일: 6호선을 미타 선으로 노선명 변경.

## 인접역
| 도쿄 도 교통국 미타 선    | 도쿄 도 교통국 미타 선 | 도쿄 도 교통국 미타 선              |
| ------------------------- | ---------------------- | ----------------------------------- |
| I 06 오나리몬 메구로 방면 | 미타 선                | 히비야 I 08 니시타카시마다이라 방면 |